# Rolling Stone

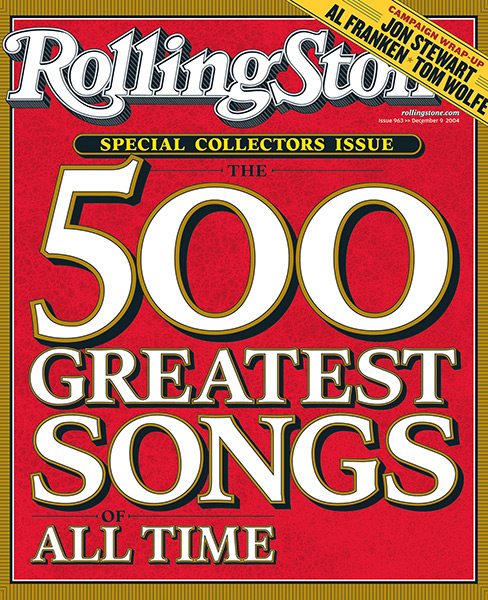
Omslag 2004.

Rolling Stone, ook wel Rolling Stone Magazine genoemd, is een Amerikaans tijdschrift over popcultuur dat in 1967 werd opgericht. De redactie en uitgeverij zijn gevestigd in New York en jaarlijks worden 24 nummers uitgebracht. Rolling Stone werd opgericht door Jann Wenner, die tot op heden de hoofdredacteur is. Het blad groeide in de beginjaren uit tot een invloedrijk medium op het gebied van muziek, cultuur en politiek, later door The Guardian omschreven als "De bijbel van de Sixties en de tegencultuur". Rolling Stone is met een oplage van 1,5 miljoen het meest gelezen tijdschrift over popcultuur van de Verenigde Staten.

## Geschiedenis
Jann Wenner, een student aan de University of California in Berkeley, was een muziekliefhebber en hoopte in de toekomst muziekjournalist te worden. Hij besloot in 1967 samen met jazzcriticus Ralph Gleason geld te verzamelen om zijn eigen magazine te starten. Nadat ze een bedrag van 7500 dollar hadden, werd in San Francisco in oktober 1967 begonnen aan het tijdschrift Rolling Stone. Het blad werd vernoemd naar het Muddy Waters-lied "Rollin' Stone". Wenner: "Ik had geen idee wat ik aan het doen was. Ik had nog nooit van de woorden marketing of branding gehoord. Ik vond het gewoon een leuk idee. Ik had veel energie en liefde voor muziek". Volgens Wenner en Gleason moest het blad "een barometer van de artistieke smaak en politieke gevoelens van de student" zijn. De eerste editie verscheen op 9 november 1967, met een foto van John Lennon op de voorpagina. Er werden 40.000 exemplaren gedrukt, waarvan er 6.000 verkocht werden.
Rolling Stone kreeg de reputatie dat het hipper was dan 'normale' bladen, maar minder radicaal dan de ondergrondse bladen. Voormalig Rolling Stone-editor Abe Peck omschreef het als "hipper dan alles dat beter was, en beter dan alles wat hipper was". Het blad had in het begin veel schrijvers die schreven in de 'New Journalism'- of 'Gonzo'-stijl, zoals Hunter S. Thompson en Joe Eszterhas. Thompson voegde zich in 1970 bij het tijdschrift en schreef onder andere Fear and Loathing in Las Vegas, dat voor het eerst in Rolling Stone werd gepubliceerd. Ook Tom Wolfe publiceerde zijn artikelen in het blad; onder andere 'The Right Stuff' debuteerde er. In de jaren 70 werd er verder veel aandacht besteed aan de presidentscampagne van Nixon in 1972, de Manson-moorden, de ontvoering van Patricia Hearst en klokkenluider Karen Silkwood. In 1977 verhuisde Wenner het hoofdkantoor naar New York, waar zich de meeste gedrukte media zich bevonden.
In januari 1981, een maand nadat John Lennon werd doodgeschoten, verscheen een naaktfoto van hem op de omslag van het tijdschrift. Voor de eerste maal in de geschiedenis verkocht Rolling Stone de gehele oplage van het blad. Tegen het einde van de jaren 80 was Rolling Stone's moederbedrijf Straight Arrow Publishers, Inc. een geschatte 250 miljoen dollar waard. Enkele jaren later werd de naam van Straight Arrow veranderd naar Wenner Media. Eind jaren 90, met de komst van teen pop, werd het blad bekritiseerd om het uitvoerig belichten van dat genre. Dat gebeurde met de uitspraak "all Britney all the time". In 2002 werd FHM-editor Ed Needham aangesteld als hoofdverantwoordelijke bij Rolling Stone. Hij vervulde de functie een jaar en werd vervangen door Will Dana, die de stijl van Needham later bekritiseerde: "Alles moest opgeleukt en over-de-top worden". De duizendste editie van Rolling Stone verscheen in mei 2006 met een 3d-cover van een parodie op The Beatles' Sgt. Pepper's Lonely Hearts Club Band. De kosten voor de voorkant bedroegen bijna 1 miljoen dollar.

### Medewerkers
Verschillende fotografen zijn mede door hun werk in Rolling Stone bekend geworden bij het grote publiek. Een primeur was er voor Linda McCartney, die de eerste vrouw was die de foto van een Rolling Stone-cover mocht verzorgen. In de loop der jaren werken ook onder andere Annie Leibovitz, David LaChapelle en Robert Kingsbury voor Rolling Stone. Leibovitz kreeg in 1971 op 21-jarige leeftijd voor het eerst haar foto (van John Lennon) op de voorkant. Twee jaar later werd ze tot chief photography benoemd, een baan die ze tot 1983 bekleedde. In die periode volgde ze onder andere The Rolling Stones zes maanden op tournee en maakte ze de foto van Bette Midler in een bed gevuld met rozen. Leibowitz' stijl werd gekenmerkt door foto's die meer gericht waren op het gehele lichaam in plaats van alleen het gezicht. Een voorbeeld daarvan is de afbeelding van Lennon en Ono in 1981. Behalve fotografen werkten er ook een reeks schrijvers voor het tijdschrift, waaronder Thompson, Cameron Crowe, Lester Bangs en Greil Marcus.

## Inhoud
De Amerikaanse versie van Rolling Stone wordt tweewekelijks uitgegeven. Een nummer telt 72 pagina's, waarvan meer dan de helft reclame. Het blad werd jarenlang uitgegeven op tabloid-formaat, iets groter dan een doorsnee tijdschrift. In 2008 veranderde dit naar het normale tijdschrift-formaat om daarmee kosten te besparen en meer kans te hebben in de schappen van verkopers te verschijnen. De inhoud richtte zich in de beginjaren alleen op muziek. In de jaren 70 kwamen hier echter ook algemeen nieuws en overige cultuur bij. In 2004 won het blad een National Magazine Award voor hun artikelen over de Irakoorlog. De muzieksectie bevat onder andere artikelen over artiesten, opinie, albumrecensies en interviews. Recensies worden traditioneel beoordeeld op een schaal van geen ster tot vijf sterren.

### Omslag

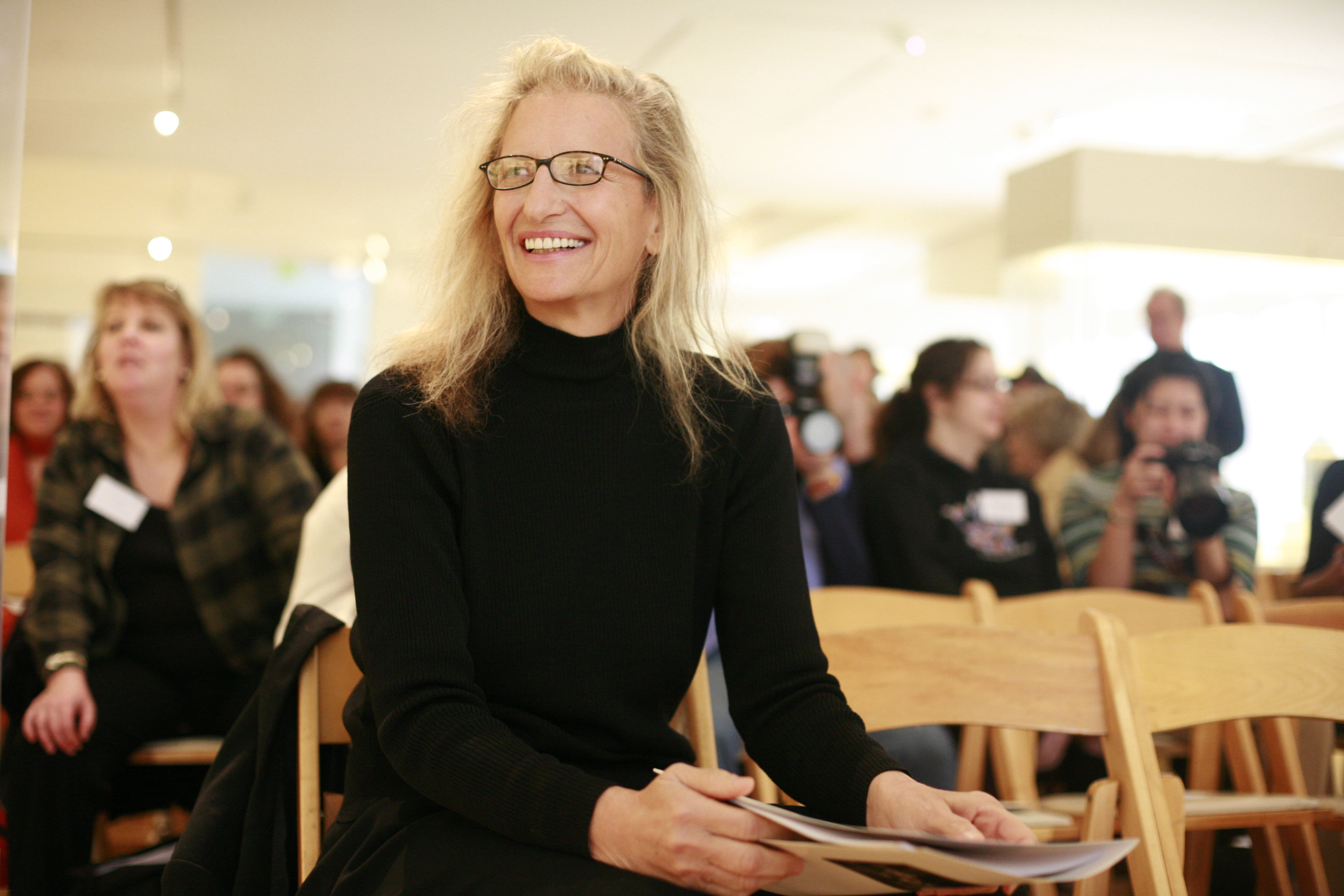
Annie Leibovitz was tussen 1970 en 1983 fotografe van Rolling Stone.

Behalve muzikanten heeft Rolling Stone ook acteurs en overige bekendheden op de voorkant van het blad geplaatst. Het record voor het verschijnen op de cover staat op naam van Rolling Stones-zanger Mick Jagger, die 27 maal de eer kreeg. Het tijdschrift verkreeg in het verleden veel controverse door artiesten (gedeeltelijk) naakt te laten poseren, onder wie Jennifer Aniston, Janet Jackson en Christina Aguilera. In 1981 verscheen John Lennon naakt, terwijl hij Yoko Ono omhelst op een door Annie Leibovitz geschoten foto. De foto werd genomen op de dag dat Lennon in december 1980 werd neergeschoten. De cover verscheen een maand later en was daarmee een ode aan hem. De foto van Leibowitz werd in 2009 gekozen door The American Society of Magazine Editors tot de beste omslag van een Amerikaans tijdschrift in de laatste 40 jaar. In juni 1993 was Laura Dern de tweede persoon die gedeeltelijk naakt op de voorkant verscheen.
In 1999 kreeg Rolling Stone enige kritiek te verwerken nadat het een foto van een zeventienjarige Britney Spears in haar ondergoed op de omslag plaatste. De foto, genomen door David LaChapelle, beeldde Spears af op een paars-satijnen deken en met een Teletubbie-knuffel, om een "lolita"-effect te creëren. Spears over de foto: "Religieuze mensen hadden veel moeite met de foto, maar dat snapte ik niet. Zo ben ik nou eenmaal en ik vond dat de foto goed liet zien wie ik echt ben."

### Lijsten
In de periode 2003-2004 bracht Rolling Stone vier ranglijsten uit over popmuziek. In september 2003 kwam het tijdschrift met de lijst 'The 100 Greatest Guitarists of All Time' ('De 100 beste gitaristen aller tijden'), waarbij Jimi Hendrix de koploper was. Een maand later verscheen de lijst 'The 500 Greatest Albums of All Time' ('De 500 beste albums aller tijden'), met tweemaal The Beatles (Sgt. Pepper's Lonely Hearts Club Band op één en Revolver op drie) en eenmaal The Beach Boys (Pet Sounds) in de top drie. Voor de vijftigste verjaardag van rock werd in maart 2004 de lijst 'The Immortals: The Fifty Greatest Artists of All Time' ('de vijftig beste artiesten aller tijden') uitgegeven. De winnaar werd The Beatles. In december 2004 kwam de lijst 'The 500 Greatest Songs of All Time' ('De 500 beste nummers aller tijden'), met "Like a Rolling Stone" van Bob Dylan als de nummer één.
Overige lijsten van Rolling Stone waren onder andere 'The 100 Greatest Singers of All Time' (met Aretha Franklin als winnares) en 'The 100 People Who Are Changing America' uit 2009, die naar Barack Obama ging. In 1986 introduceerde Rolling Stone 'The Hot List', een jaarlijkse ranglijst van artiesten en beroemdheden die veelvuldig (positief) in het nieuws waren. De eerste editie bevatte een coverfoto van acteur Michael J. Fox.

## Internationale edities
Rolling Stone wordt behalve in de Verenigde Staten ook in de volgende landen uitgegeven:
- Argentinië
- Australië
- Brazilië
- Bulgarije
- Chili
- China
- Colombia
- Duitsland
- Frankrijk
- India
- Indonesië
- Italië
- Japan
- Mexico
- Rusland
- Spanje
- Turkije